# Martin Schwartz (najemnik)
Martin Schwartz, nemški najemnik, * ?, † 16. junij 1487.